# Aphodius immundus
Aphodius immundus là một loài bọ cánh cứng trong họ Scarabaeidae. Loài này được Creutzer miêu tả khoa học năm 1799.